# Sandschak Smederevo

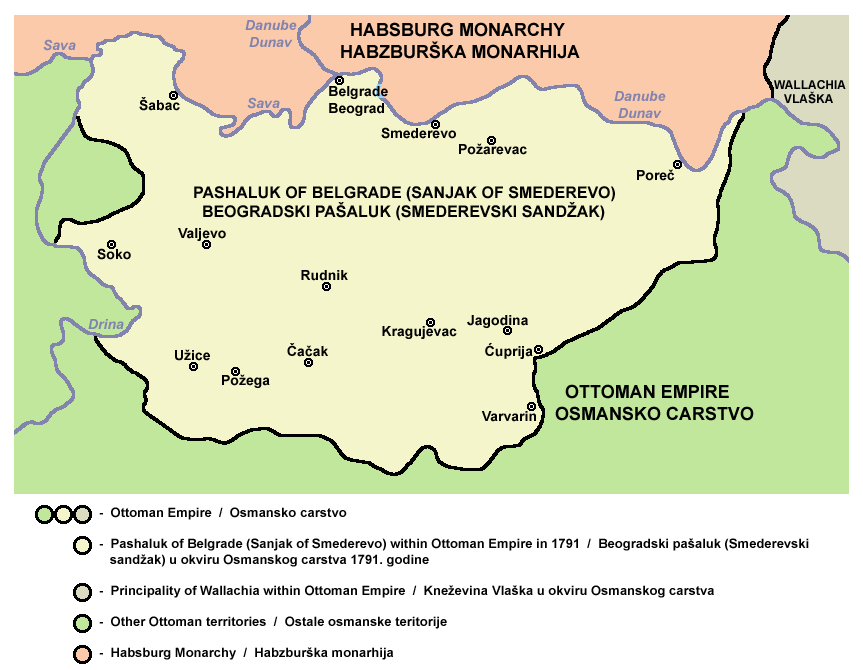
Der Sandžak von Smederevo

Der Sandschak Smederevo (serbisch Смедеревски санџак Smederevski sandžak, türkisch Semendire Sancağı), auch bekannt als Paschaluk von Belgrad oder Paschaluk Belgrad (serbisch Београдски пашалук Beogradski pašaluk, türkisch Belgrad Paşalığı), war eine osmanische Verwaltungseinheit (Sandschak). Sie existierte vom 15. bis zum Anfang des 19. Jahrhunderts. Sie befand sich auf dem Gebiet des heutigen Zentralserbiens und war das Kerngebiet des modernen serbischen Staates.

## Geschichte
Der Sandžak von Smederevo entstand nach dem Sturz des serbischen Despotates im Jahre 1459. Die Verwaltungshauptstadt war Smederevo. Nachdem die Osmanen 1521 Belgrad eroberten, wurde diese Stadt zum Verwaltungssitz erklärt. Der Sandschak war 1718 bis 1739 als Königreich Serbien unter habsburger Herrschaft. Einziger Herrscher war der römisch-deutsche Kaiser Karl VI.
In dieser Zeit wurden die Fälle der angeblichen Wiedergänger Arnold Paole und Peter Plogojowitz aus diesem Gebiet bekannt. Die Bericht der kaiserlichen Beamten darüber gehörten zu den ersten dokumentierten Zeugnisse über den Vampir-Glauben im Europa der Neuzeit und trug zur Vampirmanie des 18. Jahrhunderts in Deutschland, Großbritannien und Frankreich bei. Der serbische Begriff für diese Form blutsaugender Untoter (Vampir) prägt dieses Genre bis heute.
Im Frieden von Belgrad wurde dieses Gebiet wieder an das Osmanische Reich abgegeben. Belgrad wurde von den Osmanen vernachlässigt, und Smederevo (türkisch Semendire) wurde wieder zum Verwaltungszentrum. Dennoch war Belgrad der Sitz eines osmanischen Paschas mit dem Titel eines Wesires und langsam wurde das Gebiet wieder in Paschaluk von Belgrad umbenannt, obwohl es in den offiziellen Dokumenten noch immer Sandžak von Smederevo hieß.

Karte des Sandžak von Smederevo und des ersten serbischen Aufstands (1804–1815)

In diesem Gebiet brach der Erste Serbische Aufstand aus. Karađorđe wurde zum Führer. Er schaffte es, das Gebiet für mehrere Jahre von den Osmanen zu befreien. Jedoch wurde es 1813 wieder durch die Osmanen zurückerobert. Nach dem Zweiten Serbischen Aufstand erlangte das Gebiet 1817 eine relative Eigenständigkeit und wurde 1830 zum Fürstentum Serbien.

## Sonstiges
Der Begriff die Keimzelle Serbiens entstand im Laufe der letzten zwei Jahrhunderte, da das heutige Serbien komplett das Gebiet des Sandžaks umfasst.
Die Stadt Smederevska Palanka ist nach ihrer Lage in diesem Sandschak benannt.